# Gracho Cardoso
Pour les articles homonymes, voir Cardoso.
Gracho Cardoso est une ville brésilienne du nord de l'État du Sergipe.

## Géographie
Gracho Cardoso se situe par une latitude de 10° 13' 37" sud et par une longitude de 37° 11' 52" ouest, à une altitude de 242 mètres.
Sa population était de 5 521 habitants au recensement de 2007. La municipalité s'étend sur 242 km2.
Elle fait partie de la microrégion du Sertão du São Francisco, dans la mésorégion du Sertão du Sergipe.